# Jeden život
Jeden život (v anglickém originále One Life) je britský životopisný film z roku 2023, který natočil režisér James Hawes. Film je založen na skutečném příběhu britského humanitárního pracovníka Nicholase Wintona, který se ohlíží za svou minulostí, kdy před začátkem druhé světové války pomohl odvézt 669 židovských dětí z Československa. Ve filmu se v hlavních rolích představili Anthony Hopkins a Johnny Flynn jako Nicholas Winton, ve vedlejších rolích pak Lena Olin, Romola Garai, Alex Sharp, Jonathan Pryce a Helena Bonham Carter.
Světová premiéra filmu proběhla 9. září 2023 na Mezinárodním filmovém festivalu v Torontu a evropská premiéra na Londýnském filmovém festivalu 2023. Ve Spojeném království byl uveden 1. ledna 2024 společností Warner Bros. Pictures. Film získal převážně pozitivní recenze, v nichž byly chváleny výkony herců, zejména Hopkinse.

## Děj

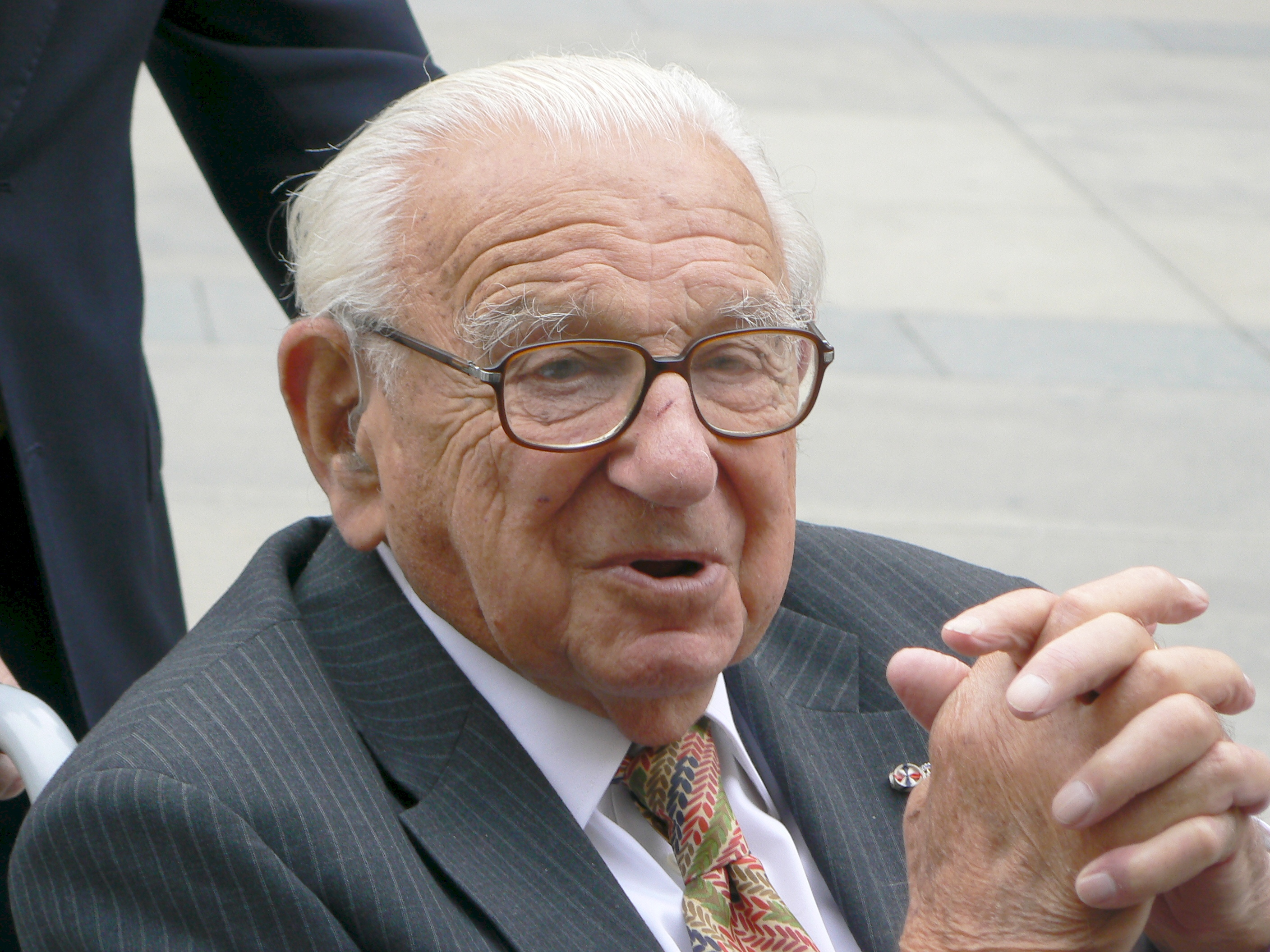
Nicholas Winton, podle jehož příběhu byl natočen film

Když devětadvacetiletý londýnský makléř Nicholas Winton navštíví v roce 1938 (jen několik týdnů po uzavření Mnichovské dohody) Československo, setká se v Praze s rodinami, které uprchly před nástupem nacistů v Německu a Rakousku. Žijí ve špatných životních podmínkách, s malým nebo žádným přístřeším a potravinami a ve strachu z invaze nacistů. Winton se seznamuje s Doreen Warrinerovou, vedoucí pražské kanceláře Britského výboru pro uprchlíky z Československa (BCRC). Winton, zděšený podmínkami v uprchlických táborech, se rozhodne židovské děti sám zachránit. Aktivně podporován svou matkou Babette (Helena Bonham Carter), která je sama německo-židovskou emigrantkou, překonává byrokratické překážky, shromažďuje dary a hledá pěstounské rodiny pro děti přivezené do Anglie. Mnohé z nich jsou Židé, kterým bezprostředně hrozí deportace. Začíná závod s časem, protože není jasné, jak dlouho zůstanou hranice otevřené před nevyhnutelnou nacistickou invazí.
O padesát let později, v roce 1988, uklízí sedmdesátiletý Winton nepořádek ve své kanceláři, o což ho požádala jeho žena Greta. Najde své staré dokumenty, do kterých zaznamenával svou práci pro BCRC, s fotografiemi a seznamy dětí, které chtěli dostat do bezpečí. Winton si stále vyčítá, že nedokázal zachránit víc. Při obědě se svým starým přítelem Martinem Blakem Winton přemýšlí, co by měl se všemi dokumenty udělat. Uvažuje o tom, že je věnuje muzeu holocaustu, ale zároveň chce trochu upozornit na současný těžký osud uprchlíků, načež se spíše rozhodne pro předání dokumentů historičce Betty Maxwell.
Dokumenty se dostanou do rukou produkčního týmu pořadu That's Life!, který připravuje BBC s moderátorkou Esther Rantzenovou. Winton je do pořadu pozván a požádán, aby seděl v publiku. Pořad That's Life Wintona překvapí tím, že do něj pozve některé z dětí, které pomohl zachránit, aby se s ním setkaly. Film končí setkáním Wintona s Věrou Gissingovou a její rodinou na zahradě Wintonova domu.

## Obsazení
| Anthony Hopkins      | Nicholas Winton                          |
| Johnny Flynn         | mladý Nicholas Winton                    |
| Helena Bonham Carter | Babette Winton, matka Nicholase Wintona  |
| Lena Olin            | Grete Winton, manželka Nicholase Wintona |
| Jonathan Pryce       | Martin Blake                             |
| Ziggy Heath          | mladý Martin Blake                       |
| Romola Garai         | Doreen Warrinerová                       |
| Alex Sharp           | Trevor Chadwick                          |
| Samantha Spiro       | Esther Rantzenová                        |
| Marthe Keller        | Elizabeth Maxwell                        |
| Adrian Rawlins       | Geoff                                    |
| Henrietta Garden     | Věra Gissingová, roz. Diamantová         |
| Samuel Finzi         | Rabín Hertz                              |

## Výroba
V září 2020 bylo oznámeno, že Anthony Hopkins a Johnny Flynn se podílejí na životopisném filmu o Nicholasi Wintonovi s názvem Jeden život. Podle scénáře Lucindy Coxonové a Nicka Drakea měla režírovat Aisling Walshová, produkci měly zajistit See-Saw Films a BBC Film prostřednictvím výkonných producentů Rose Garnettové a Simona Gillise a producentů Iaina Canninga, Emila Shermana a Joanny Laurieové. O mezinárodní prodej se měly starat společnosti FilmNation Entertainment a Cross City Films.
V září 2022 vyšlo najevo, že režie se ujal James Hawes, pro nějž to byl debutový celovečerní film a k hereckému obsazení se připojila Helena Bonham Carter v roli Wintonovy matky Babi Wintonové. Bylo také odhaleno, že producentem bude Guy Heeley a že scénář vychází z knihy If It's Not Impossible... The Life of Sir Nicholas Winton, kterou napsala Wintonova dcera Barbara Wintonová. Dále bylo oznámeno, že se k hereckému obsazení připojí Jonathan Pryce, Romola Garai a Alex Sharp. Natáčení probíhalo v Londýně v září 2022 v říjnu 2022 v Praze.
Wintonova dcera požádala produkci, aby Anthony Hopkins hrál jejího otce. Hopkins si přečetl scénář a roli přijal. Wintonův syn ocenil Hopkinsovo ztvárnění svého otce. Komparzisté, kteří tvoří rekonstrukci diváků pořadu That's Life, jsou skutečné děti těch, které Winton zachránil.
Reklamní kampaň filmu vyvolala pobouření, když byl vynechán převážně židovský původ dětí v kindertransportu a místo toho byly označeny za „středoevropské“.